# کوه آیزاک والتون
کوه آیزاک والتون (به انگلیسی: Mount Izaak Walton) یک کوه در ایالات متحده آمریکا است که در شهرستان فرزنو، کالیفرنیا واقع شده‌است. کوه آیزاک والتون ۳٬۶۸۱٫۱۱ متر بالاتر از سطح دریا واقع شده‌است.